# Andrzej Aksamitowski
Andrzej Eugeniusz Aksamitowski – polski historyk, dr hab. nauk humanistycznych, profesor w Instytucie Nauk o Polityce i Bezpieczeństwie Uniwersytetu Szczecińskiego.

## Życiorys
Absolwent Wyższej Szkoły Oficerskiej Wojsk Łączności w Zegrzu oraz Wojskowej Akademii Politycznej w Warszawie. Pracownik Wojskowego Instytutu Historycznego oraz Akademii Obrony Narodowej, a następnie Uniwersytetu Szczecińskiego.  
Obronił pracę doktorską w Wojskowym Instytucie Historii, a 8 marca 2007 habilitował się na podstawie pracy zatytułowanej Militarna rola Narwi w kampaniach wojennych XX wieku. Pracował w Instytucie Politologii i Europeistyki na Wydziale Humanistycznym Uniwersytetu Szczecińskiego oraz w Instytucie Nauk Humanistycznych na Wydziale Bezpieczeństwa Narodowego Akademii Obrony Narodowej. 
Wypromował wielu magistrów oraz jednego doktora. 
Piastuje funkcję profesora w Instytucie Nauk o Polityce i Bezpieczeństwie na Uniwersytecie Szczecińskim.